# Naringenine
Naringenine behoort tot de isoflavonen en ontstaat bij vertering van naringine, de bittere plantenstof die onder meer voorkomt in pompelmoes. Naringenine behoort tot de fyto-oestrogenen en werkt als antioxidant en ontstekingsremmer.
Naringenine versterkt de werking van geneesmiddelen. Het is daarom af te raden om pompelmoes te eten voor of na inname van geneesmiddelen.